# Zabrotes
Genre
Zabrotes est un genre d'insectes coléoptères de la famille des Chrysomelidae. Ce genre regroupe une vingtaine d'espèces de « bruches » dont les larves vivent dans les graines, notamment de légumineuses. Sa répartition est limitée aux zones tropicales du continent américain, toutefois la bruche brésilienne, Zabrotes subfasciatus, a acquis une distribution quasi cosmopolite, induite par les échanges commerciaux.

## Liste d'espèces
Selon ITIS (3 août 2013) :
- Zabrotes amplissimus Kingsolver, 1990
- Zabrotes arenarius (Wolcott, 1912)
- Zabrotes bexarensis Kingsolver, 1990
- Zabrotes chandleri Kingsolver, 1990
- Zabrotes chavesi Kingsolver, 1980
- Zabrotes cruciger Horn, 1885
- Zabrotes cynthiae Kingsolver, 1990
- Zabrotes densus Horn, 1885
- Zabrotes eldenensis Kingsolver, 1990
- Zabrotes humboldtae Kingsolver, 1990
- Zabrotes obliteratus Horn, 1885
- Zabrotes planifrons Horn, 1885
- Zabrotes spectabilis Horn, 1885
- Zabrotes stephani Kingsolver, 1990
- Zabrotes subfasciatus, bruche brésilienne (Boheman, 1833)
- Zabrotes subnitens (Horn, 1885)
- Zabrotes sylvestris Romero & Johnson, 1999
- Zabrotes victoriensis Kingsolver, 1990